# Sexuální vydírání
Sexuální vydírání (anglicky sextortion – spojení dvou slov: „sex“ a „extortion“ – vydírání) je forma vydírání, při níž pachatel zneužívá moc nebo vyhrožuje zveřejněním intimních materiálů. Typicky jde o dvě hlavní podoby: zneužití moci k vynucení sexuálních služeb a vydírání na základě kompromitujících sexuálních informací či fotografií.
V první formě se jedná o korupční jednání, kdy např. úředníci, učitelé, policisté nebo zaměstnavatelé požadují sexuální protislužby výměnou za přístup ke zdrojům – získání povolení, lepší známky, přijetí do práce nebo povýšení.
Druhá forma sexuálního vydírání je častější online: oběť je nucena poskytnout peníze, další fotografie nebo sexuální služby pod hrozbou zveřejnění intimního obsahu. Tento obsah často pochází ze sextingu, sociálních sítí nebo je získán podvodně (např. falešnou identitou). Často bývá zneužíván i proti LGBT osobám, které chtějí svou orientaci uchovat v soukromí.
Sexuálního vydírání může vést k vážným psychickým následkům – včetně sebevražd. Prevence zahrnuje vzdělávání veřejnosti, včetně kampaní jako ta od britské National Crime Agency, a zlepšování právního postihu tohoto chování, které je zatím právně těžko uchopitelné, protože zasahuje jak do oblasti korupce, tak genderově podmíněného násilí. 

## Vydírání přes webkameru
Útočník předstírá flirt či kybersex, často pomocí falešné identity a přednahraného videa. Oběť (většinou muž) je přiměna se odhalit před webkamerou. Útočník vše zaznamená a následně vydírá – požaduje peníze nebo další intimní obsah pod hrozbou zveřejnění videa. Časté jsou i výhrůžky falešným obviněním z pedofilie. Jedná se o formu kyberšikany.

## Vydírání pomocí e-mailu
Jedná se o techniku, kdy napadenému přijde nevyžádaná pošta, kdy útočník tvrdí, že se dostal k intimní fotografii nebo jaké pornostránky uživatel navštěvuje. Dalším krokem je zaplacení určitě sumy, která povede ke smazaní informací o napadeném, pokud uživatel nezaplatí, tak útočník tvrdí, že pošle všem v kontaktech informace, jaké porno stránky a jak často napadený navštěvuje.